# 鐘路
鐘路 （地名：チョンノ 道路名：チョンロ）は、韓国ソウル特別市鐘路区にある道路およびその周辺の行政地名。江北（漢江の北側）と呼ばれる旧市街の中心地であり、繁華街である。

## 概要
道路としての鐘路は、西は光化門交差点から東は東大門市場に至るまで直線状に伸びる大通りであり、その名称は鐘閣（普信閣）があることに由来する。繁華街はこの大通りの両側に発展している。鐘路近辺には明洞、仁寺洞、東大門市場などの観光地がある。また鐘閣、近代的な西洋的な要素を取り入れた公園として知られるタプコル（パゴダ）公園、世界遺産の宗廟などの史跡も存在し、観光地として人気がある。
大通りの地下をソウル交通公社1号線が走っている。光化門駅、鐘閣駅、鐘路3街駅、鐘路5街駅など鐘路の大通りに乗降客の多い地下鉄駅があるのと同時にバスの主要路線もソウル各地域から乗り入れていることもあり、市内各所からのアクセスもよい。復元工事が完成した清渓川、乙支路と平行しており、条里制の街並みを形成していることも特徴。

## 沿革

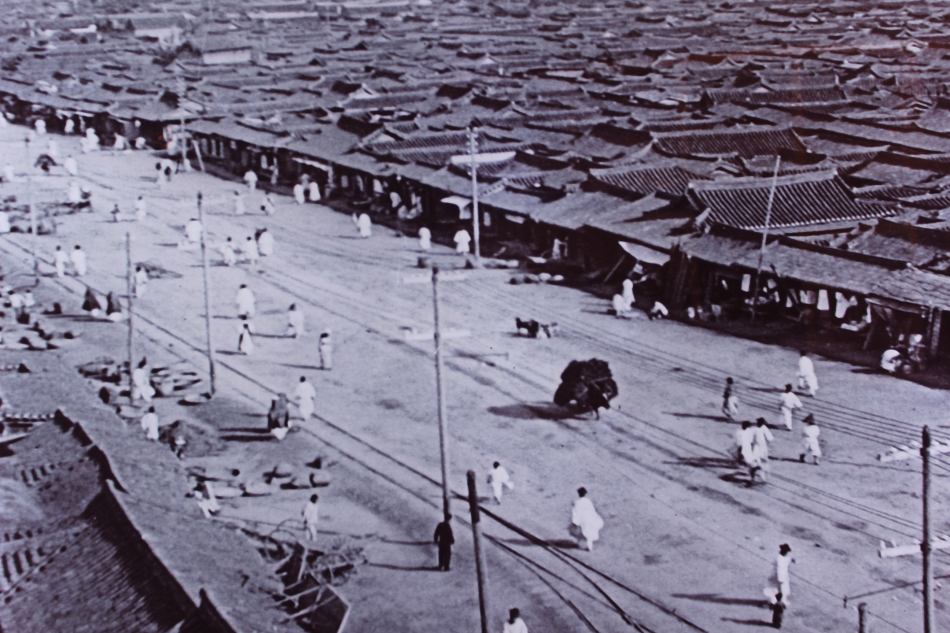
1903年の鐘路

鐘路は、朝鮮王朝の首都・漢陽の東西軸となる道路として作られた。雲従街などの名称で呼ばれたが、鐘撞き堂（鐘閣、すなわち普信閣があることから鐘路（鍾路）という呼称が定着した。六矣廛と呼ばれる御用商人の店が集まる商業地区であった。
日本統治時代には、鐘路に京城市電が開通した。現在の明洞付近が日本人中心の繁華街であったのと対照的に朝鮮人居住地域の中心街として発展した。現在の鐘路タワー（ミレニアムタワー）の位置に朝鮮人資本としては初めてとなる近代的デパート・和信百貨店や、「団成社」をはじめとする映画館街、貴金属店などがあった。現代グループも鐘路にあった自動車整備工場が原点である。このため、韓国ドラマや映画の舞台になることが多い。現代グループ創始者の鄭周永を描いたドラマ『英雄時代』などはその一例である。
大韓民国成立後、市電に代わり、日本の経済援助によってソウル地下鉄1号線が開通した。これは韓国で初めて建設された地下鉄である。
近年は再開発もさかんである。鐘閣の向かいに立地する近代的高層建築、鐘路タワー（もともと経済危機前にサムスングループが総合ショッピングセンター建設を目的に工事が始まったが、1997年末におきた経済危機で頓挫、一時期、韓国国税庁が建物を間借りしていたこともある）や鐘路1街付近の清進洞の再開発などがその代表に挙げられる。
しかし、ピマッコルをはじめとする昔ながらの飲み屋など韓国の風情がなくなるとの批判の声もあり、鐘路の再開発には疑問を呈する声も少なくない。